# Indigoslang
De indigoslang (Drymarchon corais) is een slang uit de familie toornslangachtigen en de onderfamilie Colubrinae.

## Naam en indeling
De wetenschappelijke naam van de soort werd voor het eerst voorgesteld door Friedrich Boie in 1827. Ook werd de wetenschappelijke naam Coluber corais gebruikt en de slang behoorde later tot het geslacht Spilotes.
Twee voormalige ondersoorten, Drymarchon corais couperi en Drymarchon corais margaritae worden tegenwoordig als aparte soorten erkend. De oostelijke indigoslang (Drymarchon couperi) is een grote, niet- giftige slangensoort uit de superfamilie Colubridae. De soort is inheems in het oosten van de Verenigde Staten. Het is de langste inheemse slangensoort in de VS (en van heel Noord-Amerika).

## Uiterlijke kenmerken
Het lichaam is volledig zwart met een blauwe gloed. De kleur van de kop kan volledig zwart zijn en bij anderen kleurt de kop van oranje tot bruinrood, tot felrood. De kleur kan zich uitstrekken tot onder het lichaam. De lichaamslengte bedraagt zestig tot tachtig centimeter, met uitschieters tot twee meter.

## Levenswijze
Het voedsel bestaat uit vissen, amfibieën, hagedissen, vogels, kleine zoogdieren, gifslangen en vogeleieren, maar ook aas willen ze weleens eten. Aangezien deze slang niet giftig is en ook geen wurgslang is, brengt deze slang zijn prooien om door ze dood te bijten tussen zijn kaken of dood te slaan tegen objecten. Ze grijpen hun prooi met een snelle uitval of drijven hem in het nauw.

## Voortplanting
Een legsel bestaat meestal uit vier tot twaalf eieren, die in een boomstronk, tussen planten of in een hol worden afgezet. De draagtijd van de relatief grote eieren bedraagt ongeveer 100 dagen. Ze hebben een typische “schuurpapieren” uiterlijk. De mannetjes kunnen tijdens de paartijd onderling gevechten aangaan en ook de vrouwtjes lopen in deze periode het risico gebeten te worden. Na de paring kunnen de vrouwtjes het sperma vele weken met zich meedragen voordat ze uiteindelijk eieren leggen. De jongen zijn meestal vijftig tot zestig centimeter lang als ze uit het ei kruipen.

## Verspreiding en leefgebied
De indigoslang komt voor in delen van Noord-Amerika (van oorsprong uit Alabama), Midden-Amerika en in Colombia, Venezuela, Guyana, Frans-Guyana, Brazilië, Ecuador, Peru, Bolivia, Argentinië en Paraguay.
De habitat bestaat uit zowel droge als vochtige tropische en subtropische bossen en moerassen. Ook in door de mens aangepaste streken zoals aangetaste bossen kan de slang worden aangetroffen. De soort is aangetroffen van zeeniveau tot op een hoogte van ongeveer 1600 meter boven zeeniveau.

## Beschermingsstatus
Door de internationale natuurbeschermingsorganisatie IUCN is de beschermingsstatus 'veilig' toegewezen (Least Concern of LC).